# Rákosník ostřicový
Rákosník ostřicový (Acrocephalus paludicola) je středně velký monotypický druh pěvce z čeledi rákosníkovitých.

## Popis
Menší než vrabec, s délkou těla 11,5–13 cm. Podobá se rákosníku proužkovanému (Acrocephalus shoenobeanus), od kterého se liší žlutavějším základním zbarvením, výraznějším černým proužkováním hřbetu, kostřece, křídel a dále béžovým proužkem uprostřed černého temene. Boky jsou jemně čárkované. Obě pohlaví jsou zbarvena podobně, mladí ptáci mají spodinu neskvrněnou.

## Rozšíření
Hnízdní areál je značně ostrůvkovitý; cca 80 % populace je v současnosti soustředěno do 3 oblastí – bažin na Biebrze (Polsko), Jezeldě (Bělorusko) a na Propjati (Ukrajina). Zbytek hnízdí v Německu, Maďarsku, Litvě a v Rusku. Tažný druh, zimující pravděpodobně v Sahelu.
V důsledku odvodňování krajiny postupně mizí, jeho celosvětová populace je nyní odhadována na méně než 20 tisíc párů. Dříve hnízdil i v České republice, nyní vzácně (místy pravidelně) protahuje na jaře i na podzim. Faunistická komise ČSO registruje v letech 2002–2007 z našeho území 12 pozorování a odchytů.

## Prostředí
Hnízdí na otevřených záplavových loukách s porosty ostřic.

## Potrava
Živí se hlavně hmyzem a pavouky, v menší míře požírá také vodní plže.

## Hnízdění

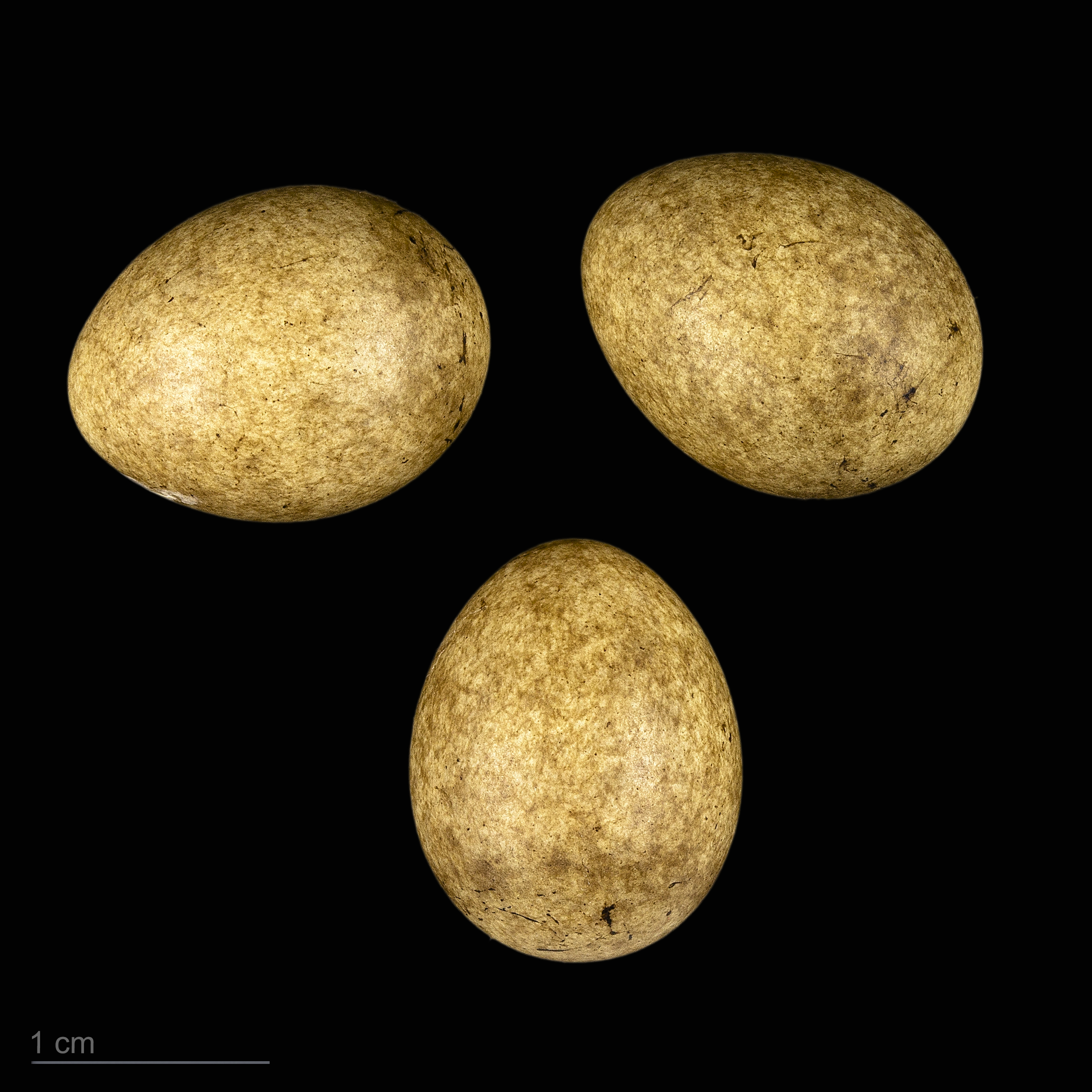
Acrocephalus paludicola

Promiskuitní druh. Samci se ozývají zpěvem podobným zpěvu rákosníkovi proužkovanému Veškerou hnízdní péči obstarává samice. Hnízdo je obvykle v trsu ostřice nebo trávy nad vodou. Snůška čítá 3–6 vajec o velikosti 17,1 × 13,1 mm. Inkubační doba trvá 12–14 dnů, mláďata hnízdo opouští po 14–16 dnech. Matka je však po určitou dobu vodí, učí a krmí, dokud se neosamostatní. Po hnízdění se vykrmují a připravují na tah do Afriky.